# 哈拉瓦 (夏威夷州)
哈拉瓦（英語：Halawa）是位於美國夏威夷州檀香山縣的一個人口普查指定地區。

## 地理
哈拉瓦的座標為21°22′39″N 157°55′22″W / 21.37750°N 157.92278°W，而該地最高點為海拔高度54米（即177英尺）。

## 人口
根據2010年美國人口普查的數據，哈拉瓦的面積為6.00平方千米，均為陸地。當地共有人口14014人，而人口密度為每平方千米2,335.67人。